# Programa infantil

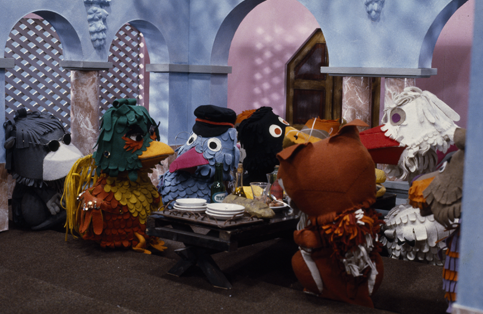
Algunos personajes de Fabeltjeskrant.

Los programas infantiles son producciones televisivas o radiales diseñadas y comercializadas a niños, normalmente planificadas para ser transmitidas durante la mañana, tarde y/o primeras horas de la noche, horarios en donde estos están disponibles.
El propósito de estos programas, además del lucro, es principalmente entretener o educar a los niños, y cada serie está dirigida a una edad específica de niños: algunos están dirigidos a bebés y niños pequeños, algunos están dirigidos a niños de entre 6 y 11 años y otros están dirigidos a todos los niños.

## Historia
La televisión infantil es casi tan antigua como la televisión misma. En el Reino Unido, el programa For the Children de la BBC se emitió por primera vez en 1946 y, en los círculos de habla inglesa, generalmente se le atribuye ser el primer programa de televisión específicamente para niños.
Algunos autores postulan que la televisión infantil tendía a tener su origen en programas similares de radio. Por ejemplo, Children's Hour de la BBC se lanzó como programa de radio en 1922, y la BBC School Radio comenzó a emitir en directo en 1924.

## Programación por país

### Australia
Los canales de niños que existen en Australia son ABC Me, ABC Niños, KidsCo, Disney Canal y su espín-offs Disney XD y Disney Junior, CBeebies, Nickelodeon y su espín-fuera Nick Jr., y Red de Historieta y su espín-fuera Boomerang.

### Brasil
Antes eran comunes los programas de variedades infantiles en Brasil como Bozo, El show de Xuxa, entre otros principalmente durante la década de 1980 hasta el comienzo de la década de 1990. Posteriormente la mayoría de los canales sólo presentaba dibujos animados ante el éxito de animaciones japonesas (y algunas americanas) hasta finales de la década de 1990 como TV Globinho, Band Kids y Bom Dia & Companhia, considerados clásicos de la generación actual. Actualmente la programación infantil anda en crisis, principalmente en su exhibición por la televisión abierta que cada vez más disminuye en relación con la audiencia de los canales pagados llegando incluso a ser cortados o usados como «meros tapones».

### Canadá
Los canales especializados para niños de habla inglesa en Canadá están principalmente constituidos por Corus Diversión y DHX Medios de comunicación. Corus Opera YTV, Treehouse, y Teletoon, así como versiones localizadas de Cartoon Network, Disney Channel, Disney Junior, Disney XD, y Nickelodeon.

### Chile
Uno de los programas infantiles más conocidos en Chile es 31 minutos, fue creado en 2002 y una de sus características más notables es el uso de la música para representar situaciones de interés para los niños.

### Colombia
Entre los primeros programas infantiles en la historia de la Ttelevisión de Colombia cabe mencionar:
- Animalandia, que nació a principios de los años 70. Buscaba, a través del entretenimiento, que los niños tuvieran contacto con los animales.
- Los Dumis fue un programa de la televisión colombiana que recurría a títeres para enseñarle a los niños sobre la cultura ciudadana. Nació en 1982 y duró 20 años al aire.

### Estados Unidos
En los EE. UU., hay tres redes de cable comercial importantes dedicadas a la televisión infantil.
- Nickelodeon
- Disney Channel
- Cartoon Network

### El Salvador
La Hora del Niño es un programa de televisión que es transmitido por Canal 10 (El Salvador), la televisión pública de El Salvador, desde un 4 de marzo de 1995. Con 29 años en aire se ha caracterizado por ser la única escuela de niñez comunicadora que al mismo tiempo entretiene y educa a la población salvadoreña a través de sus contenidos. Con el correr de los años, más de 400 niñas y niños talentos han sido parte de su Staff y han dado vida al lema "el programa donde los niños son los protagonistas y los adultos los invitados". Ha recibido diferentes premios y reconocimientos de Unicef, Consejo Nacional de la Niñez y Adolescencia, Procuraduría General de la República, Instituto Salvadoreño de Turismo, CESTA, El Salvador Sostenible, entre otros. Actualmente es uno de los programas infantiles con mayor trayectoria televisiva en el país.

### Islandia
Uno de los programas de televisión para niños más conocidos proviene de Islandia, LazyTown, el cual fue creado por Magnús Scheving, campeón de gimnasia europea y CEO de LazyTown Entertainment. El programa ha sido transmitido a más de 180 países, traducido a más de 32 lenguas y es el espectáculo para niños más caro de todos los tiempos.

### Japón
Los canales de niños que existen en Japón son NHK televisión Educativa, Kids Station, Disney XD, Nickelodeon (ahora bajo un bloque en Animax, conocido como "Nick Time") y Cartoon Network (presentando shows para un público mayor como Regualr Show y Hora de Aventura).

### México
La primera transmisión de televisión a color en México fue en 1963, precisamente con una serie para niños titulada "Paraíso infantil".
- El tesoro del saber, con títeres de frutas y personas como Panfleto, era un programa educativo que se escenificaba en un establo.

### Panamá
Los canales de televisión abierta de Panamá solían contar con una franja infantil. En esos espacios presentaban programas tanto de producción extranjera (ánime, programas educativos, etc.) como producción nacional. De estos últimos se destacaron:
- El show de Pepina y Tortón
- Zoila Lumbrera
- El circo mágico de Félix[11]
- Los juguetes del millón[12]
- Dominguito[13]
- El tío Yeyo[14]
- Roblán y los niños[15]
- CoolZone[16]
- Las Aventuras de Pin Pin[17]

En la década de 1990 surgieron otros programas como "Tita y Tú" y "100% Pritty".
En 2006 surgió el primer canal de televisión infantil de Panamá, Tele7, el cual estuvo al aire hasta el año 2011. En su programación presentaban series animadas y producciones nacionales como "Parkeando" y "La torre de los sueños".
En el apartado de programas tipo concurso cabe destacar:
- Canta Conmigo (TVN)
- Mi Canción (SERTV)
- Oye mi Canto (TVN)

A pesar de que las franjas infantiles ya no son comunes, han surgido nuevos programas infantiles como: El colegial y Ajicitos.

### Perú
El primer programa infantil registrado en Perú data de 1959 con El Club de los Niños. Fue conducido el locutor radial Juan Sedó. En los años 1960, el Tío Johnny popularizó este formato.
A partir de la década de 1970, destacaron los programas de Yola Polastri, Los niños y su mundo y Hola Yola, emitidos por América Televisión. Posteriormente, Panamericana hizo lo suyo con Nubeluz. Otros espacios de la época fueron El show de Popy y Chiquiticosas. Cerca de la década de 2000, TV Perú y América Televisión compitieron con sus espacios, conducidos respectivamente por Fátima Saldonid y Ricardo Bonilla "Timoteo". En 2007 América lanzó su magacín infantil semanal América Kids.
A finales de 2013, el canal del Estado lanza una franja de programación infantil denominada Kusi kusi, que contiene programas infantiles del argentino Pakapaka. Más adelante, se implementaría un canal llamado TV Perú Niños, un apéndice que más tarde sería sucedido por Canal IPe.

### Reino Unido
Tanto la BBC como ITV plc operan canales orientados a niños a través de redes televisivas en televisión terrestre digital en el Reino Unido: las carreras de BBC CBBC así como el orientado a preescolares CBeebies, mientras ITV carreras CITV. Ambos canales estuvieron girados fuera de las hebras televisivas de los niños en su respectivos flagship canales (BBC Un, BBC Dos, y ITV). Canal 5 también retransmite un bloque preescolar conocido como Milkshake!, mientras su dueño, Viacom, también corre versiones de Nickelodeon y sus redes de hermana Nicktoons y Nick Jr.